# محمد خلفان (لاعب كرة قدم مواليد 1992)
محمد خلفان علي المسماري (مواليد 29 ديسمبر 1992) لاعب كرة قدم إماراتي يجيد اللعب في الوسط.

## مسيرة اللاعب
لعب سابقاً مع أندية الفجيرة والوصل أعاره الوصل إلى دبا الفجيرة عام 2017 و عاد بعدها إلى نادي الفجيرة و لعب بعدها مع نادي الشارقة ونادي خورفكان ونادي العروبة ونادي حتا.

## روابط خارجية
- محمد خلفان المسماري على موقع ناشيونال فوتبول تيمز (الإنجليزية)
- محمد خلفان المسماري على موقع Soccerway.com (الإنجليزية)